# چنگیزخان (فیلم ۱۹۶۵)
چنگیز خان (به انگلیسی: Genghis Khan) نام فیلمی ساخت کشور بریتانیا به کارگردانی هنری لوین است. لوکیشن فیلم کشور یوگسلاوی بوده است.

## داستان
تموجین جوان (عمر شریف) می بیند که پدرش توسط قبیله ای رقیب به رهبری جاموخا (استفان بوید) شکنجه و کشته می شود. او که در زندان به سر می برد ، به چرخی بزرگ چوبی دور گردنش کشیده می شود و توسط بچه های قبیله اذیت می شود، او بورته را می‌بیند که به مهربانی با او رفتار می کند، اما توسط جاموحا مجازات می شود. سپس تموجین فرار می کند و در تپه ها پنهان می شود و پس از دنبال کردن گین و سنگال، تمام قبایل مغول را متحد می کند...